# 20477 Anastroda
20477 Anastroda è un asteroide della fascia principale. Scoperto nel 1999, presenta un'orbita caratterizzata da un semiasse maggiore pari a 2,3840398 UA e da un'eccentricità di 0,1258689, inclinata di 5,94483° rispetto all'eclittica.